# 过枝纹

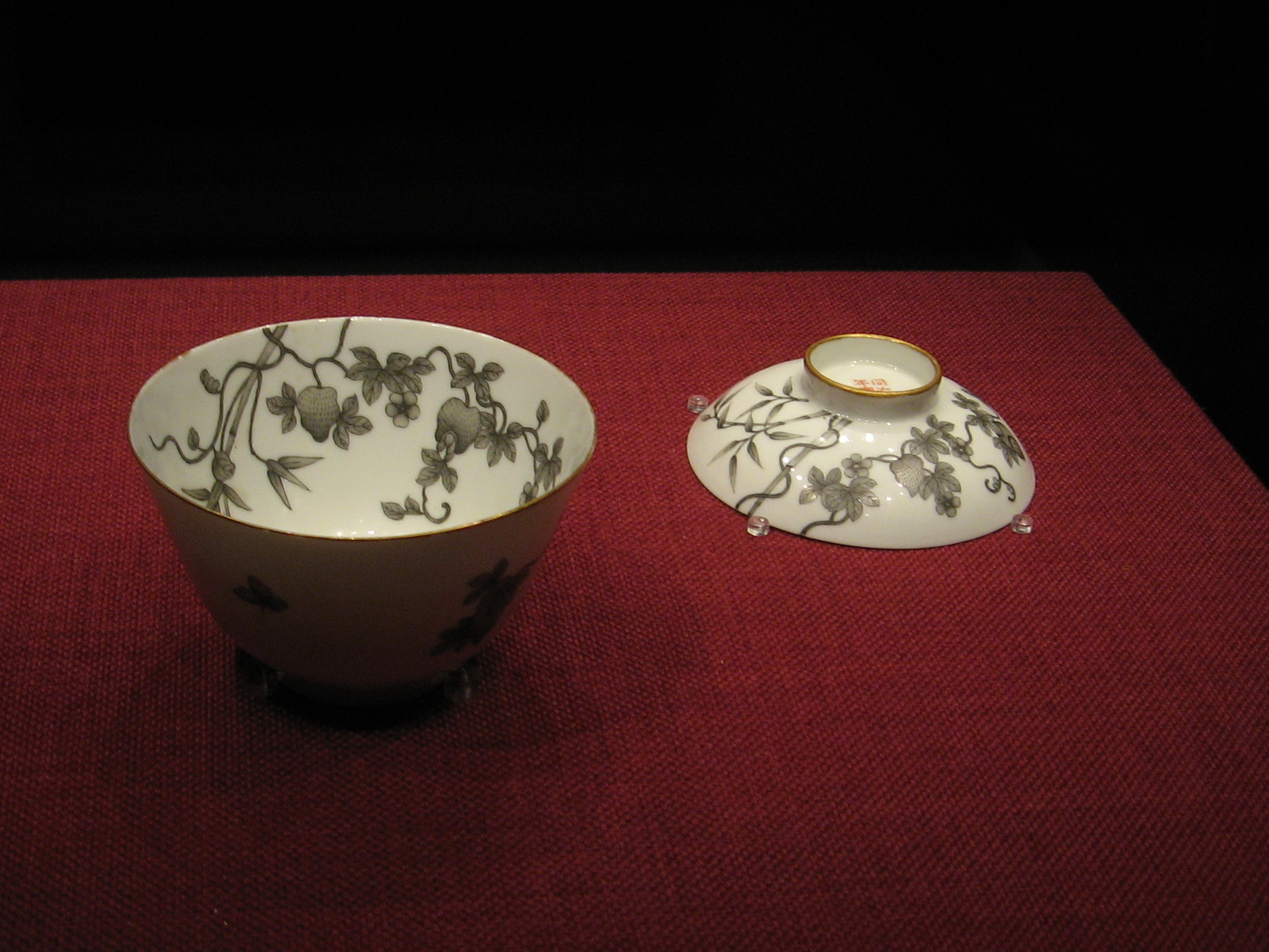
墨彩过枝竹蝶纹盖碗，故宫博物院藏。同治大婚用瓷。

过枝纹也叫过墙花、过墙龙，是瓷器上纹饰的一种。过枝纹指的是瓷器外壁与内壁（或是器盖与器身）的纹饰相连，如同花枝越墙而出。过枝纹包括过枝花卉、过枝花果等。
过枝纹盛行于清代，尤其是雍正、乾隆、道光、光绪等朝，见于盘、碗、碟、盏和盖碗等器型上，通常以青花、五彩、粉彩表现。